# Erzbistum Olmütz
Das Erzbistum Olmütz (lateinisch Archidioecesis Olomucensis, tschechisch Arcibiskupství olomoucké bzw. Arcidiecéze olomoucká) ist eine in Tschechien gelegene Erzdiözese der Römisch-katholischen Kirche mit Sitz in Olmütz.
Als Bistum wurde Olmütz 1063 erstmals urkundlich erwähnt, es unterstand bis ins 18. Jahrhundert dem Erzbistum Prag. Die Bischöfe von Olmütz trugen im Heiligen Römischen Reich den Titel eines Fürst(erz)bischofs.
Am 5. Dezember 1777 wurde Olmütz zur Erzdiözese erhoben. Gleichzeitig wurde das Bistum Brünn als Suffragan der Erzdiözese Olmütz errichtet. Heute umfasst das Erzbistum im Wesentlichen die Region Nord- und Mittelmähren (Olomoucký kraj) und ist in 22 Dekanate unterteilt.

## Geschichte

### Erzbistum Mähren
863 holte Fürst Rastislav von Mähren die Mönche Kyrill und Method zur Mission in sein Herrschaftsgebiet. 880 ernannte der Papst Method zum ersten Erzbischof für Pannonien und Mähren. Es entstand das erste katholische Erzbistum östlich des Fränkischen Reiches. Sein Sitz war wahrscheinlich in Veligrad, dem damaligen Zentrum des Mährerreiches. Nach dem Tod Methods 885 übernahm Bischof Wiching von Nitra die Verwaltung des Erzbistums, offenbar, ohne förmlich zum Erzbischof ernannt worden zu sein. Um 892 musste er das Mährerreich verlassen.
Um 898/900 kam aus Rom eine Gesandtschaft von einem Erzbischof und drei Bischöfen für das Mährerreich. Der Erzbischof saß wahrscheinlich wieder in Veligrad, ein Bischof wahrscheinlich wieder in Nitra, die Sitze der anderen sind unklar (Krakau?, Prag?, Breslau?). 910 wurden noch einmal ein Erzbischof und drei Bischöfe genannt.
976 wurde ein Bischof Vratislav erwähnt, der zusammen mit Bischof Thietmar von Prag das Erzbistum Mainz besuchte. Seine Diözese wurde nicht genannt. Sein Name deutet auf ein mährisches Bistum. Außerdem wurden die Bischöfe Johann und Sylvester erwähnt.

### Bistum und Erzbistum Olmütz

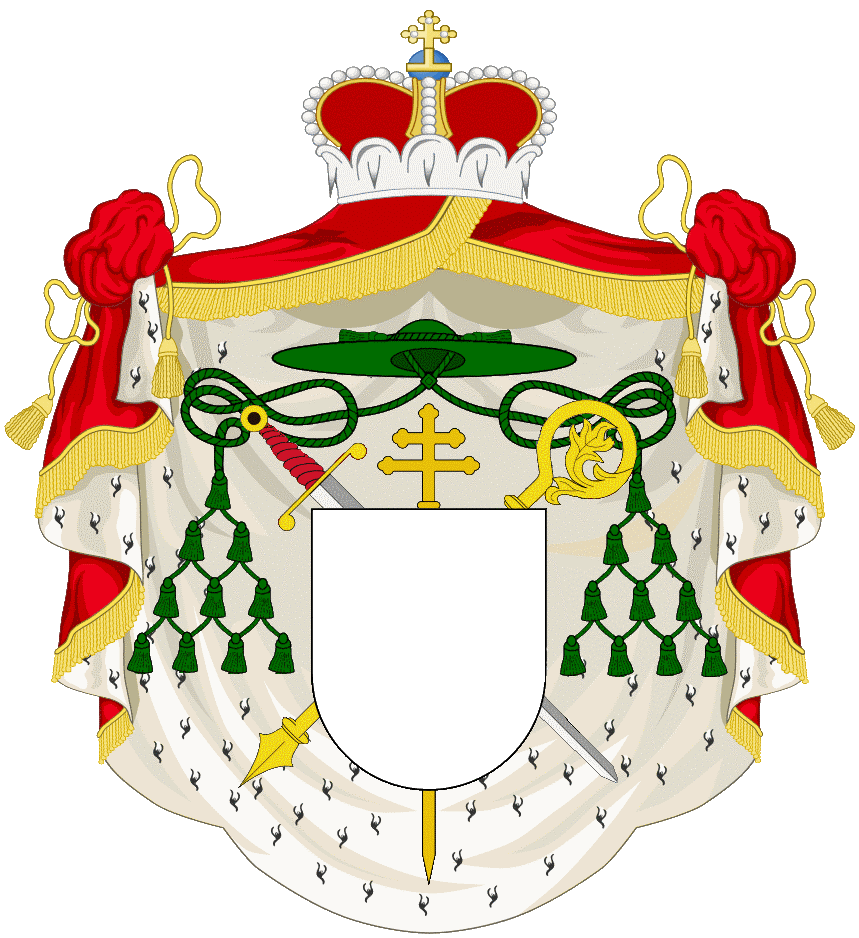
Wappen eines Fürsterzbischofs mit fürstlichen und bischöflichen heraldischen Würdezeichen.

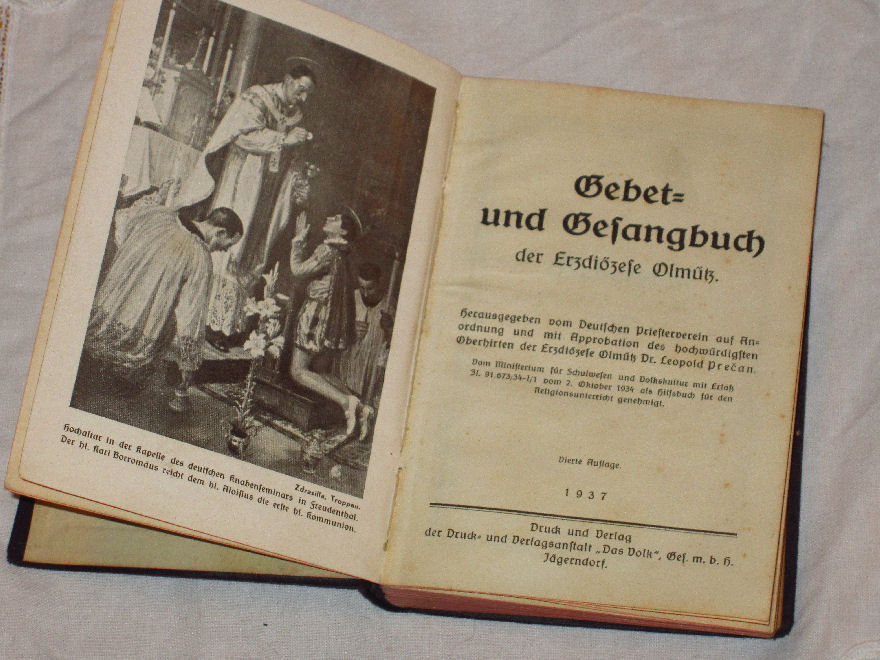
Deutschsprachiges Gebet- und Gesangbuch der Erzdiözese Olmütz aus dem Jahr 1937

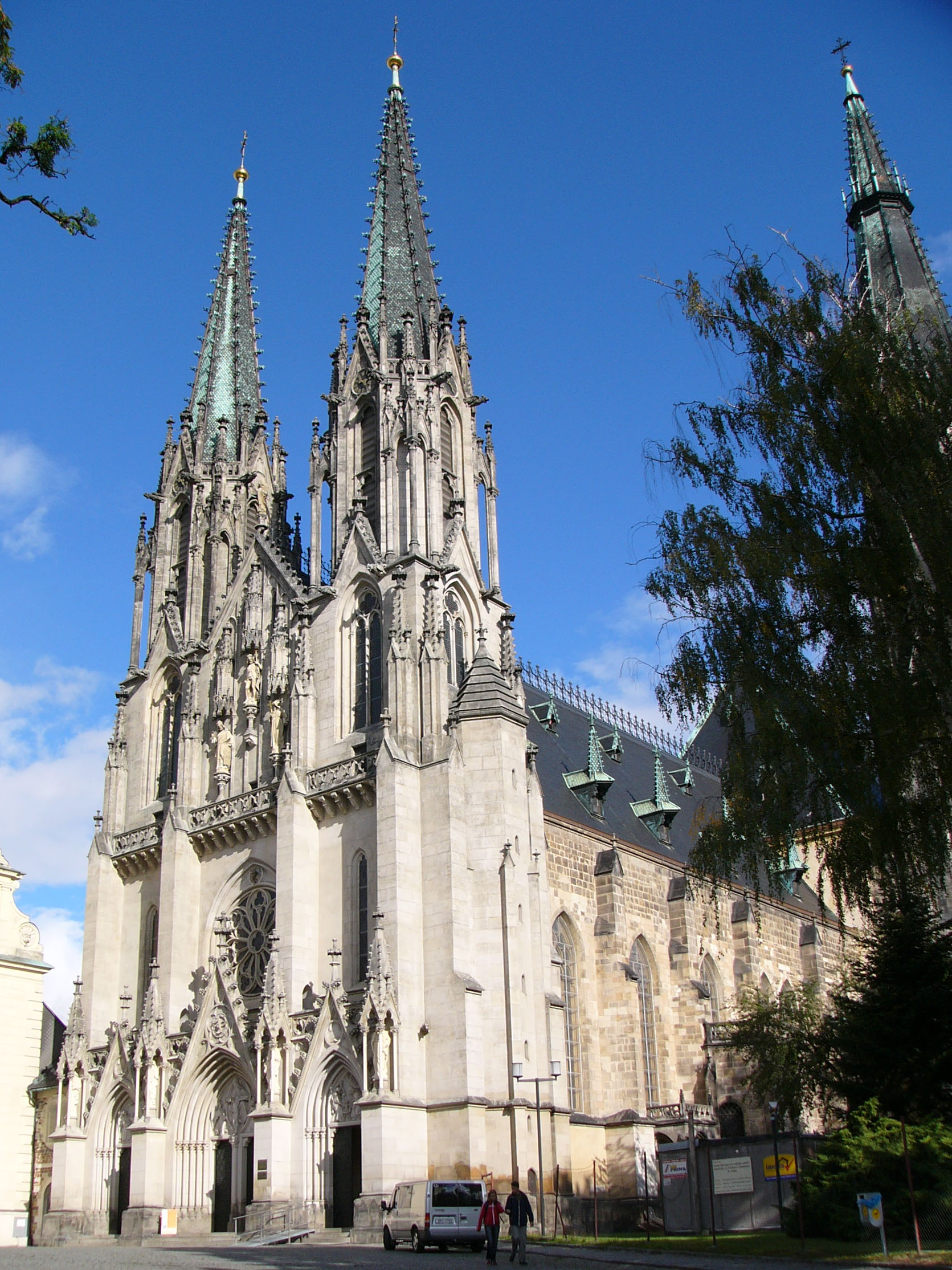
Wenzelsdom

1063 wurde das Bistum Olmütz durch Fürst Vratislav II. gegründet. Erster Bischof wurde Johann I. von Breunau. Das Territorium des Bistums erstreckte sich über ganz Mähren. Eine bedeutende Rolle sowohl in der Seelsorge als auch im wirtschaftlichen Leben spielten die Klöster der Benediktiner, die ab dem 10. Jahrhundert die Gegend besiedelten, sowie der Prämonstratenser und Zisterzienser. Deren Klöster und Gebäude wurden zum Zentrum der Kultur, der Kunst und Bildung. Bischof Heinrich Zdik verlegte am 30. Juni 1131 den Bischofssitz von der Peterskirche zum neu erbauten Wenzelsdom.
Der Dreißigjährige Krieg hinterließ im Land eine breite Spur der Verwüstung. Das Land musste neu aufgebaut werden und brauchte gebildete junge Menschen. Diese wurden überwiegend in den Schulen und Gymnasien (Klöstern) der ansässigen Orden der Piaristen und der Jesuiten ausgebildet und erzogen. Viele der Absolventen formten das neue Leben in Mähren, einige davon gehörten später zu den Volksaufklärern. Noch während dieses Krieges wurde mit dem Bau des Bischofspalastes begonnen, der von Giovanni Pietro Tencalla entworfen und unter dem Bischof Karl II. von Liechtenstein-Kastelkorn 1674 vollendet wurde. 1777 erfolgte die Erhebung zum Erzbistum.
In den Jahren 1945 bis 1947 verlor das Erzbistum durch staatlich organisierte Vertreibung der Deutschen aus der Vertreibung seine deutschsprachigen Gläubigen. Der Gebrauch des Titels Fürsterzbischof sowie die Verwendung der damit verbundenen weltlichen Würdezeichen (wie Fürstenhut und -mantel) wurde 1951 durch Papst Pius XII. auch formell abgeschafft.
1978 wurde der in der Tschechoslowakei gelegene Gebietsanteil des Erzbistums Breslau ein Teil des Erzbistums Olmütz. Dieser wurde 1996 wiederum als dessen Suffraganbistum Ostrau-Troppau ausgegliedert.
Während des totalitären Regimes der Tschechoslowakei blieb der Stuhl des Olmützer Erzbischofs nach dem Tode von Erzbischof Josef Matocha ab 1961 bis 1989 unbesetzt, da die kommunistischen Machthaber eine Neueinsetzung durch den Heiligen Stuhl verhinderten. Erst nach der Samtenen Revolution im November 1989 konnte der damals 73-jährige František Vaňák als Apostolischer Administrator und kurz darauf als Erzbischof ernannt und geweiht werden.

#### Generalvikariat Branitz
1742 wurde für den preußisch gewordenen Teil das Bischöfliche Kommissariat Katscher eingerichtet. Aus dem o. g. Jurisdiktionsbezirk Katscher wurde 1924 unter dem späteren Weihbischof Joseph Martin Nathan das Generalvikariat Branitz. Das Generalvikariat Branitz war in 41 Pfarreien und sechs Kuratien eingeteilt. Hier amtierten 83 Priester. Es umfasste im Jahr 1940 rund 81.000 Gläubige im Gebiet um Leobschütz in Oberschlesien. Politisch zu Schlesien gehörend, unterstand es kirchlich aber im Rang eines Generalvikariates der tschechischen Erzdiözese Olmütz. Nach 1945 wurde das Generalvikariat Branitz von der polnischen Apostolischen Administratur von Opole verwaltet, und 1972 ist es Teil des neuen Bistums Opole geworden.

## Erzbischof
Erzbischof von Olmütz und Metropolit der mährischen Kirchenprovinz war vom 28. September 1992 bis zum 13. Mai 2022 der vormalige Weihbischof Jan Graubner. Er war von 2000 bis 2010 Vorsitzender der Tschechischen Bischofskonferenz, seit 2020 hat er diese Funktion erneut inne. Am 13. Mai 2022 wurde Graubner zum Erzbischof von Prag ernannt. Sein Nachfolger wurde am 9. Februar 2024 der bisherige Weihbischof in Olmütz, Josef Nuzík.

## Galerie

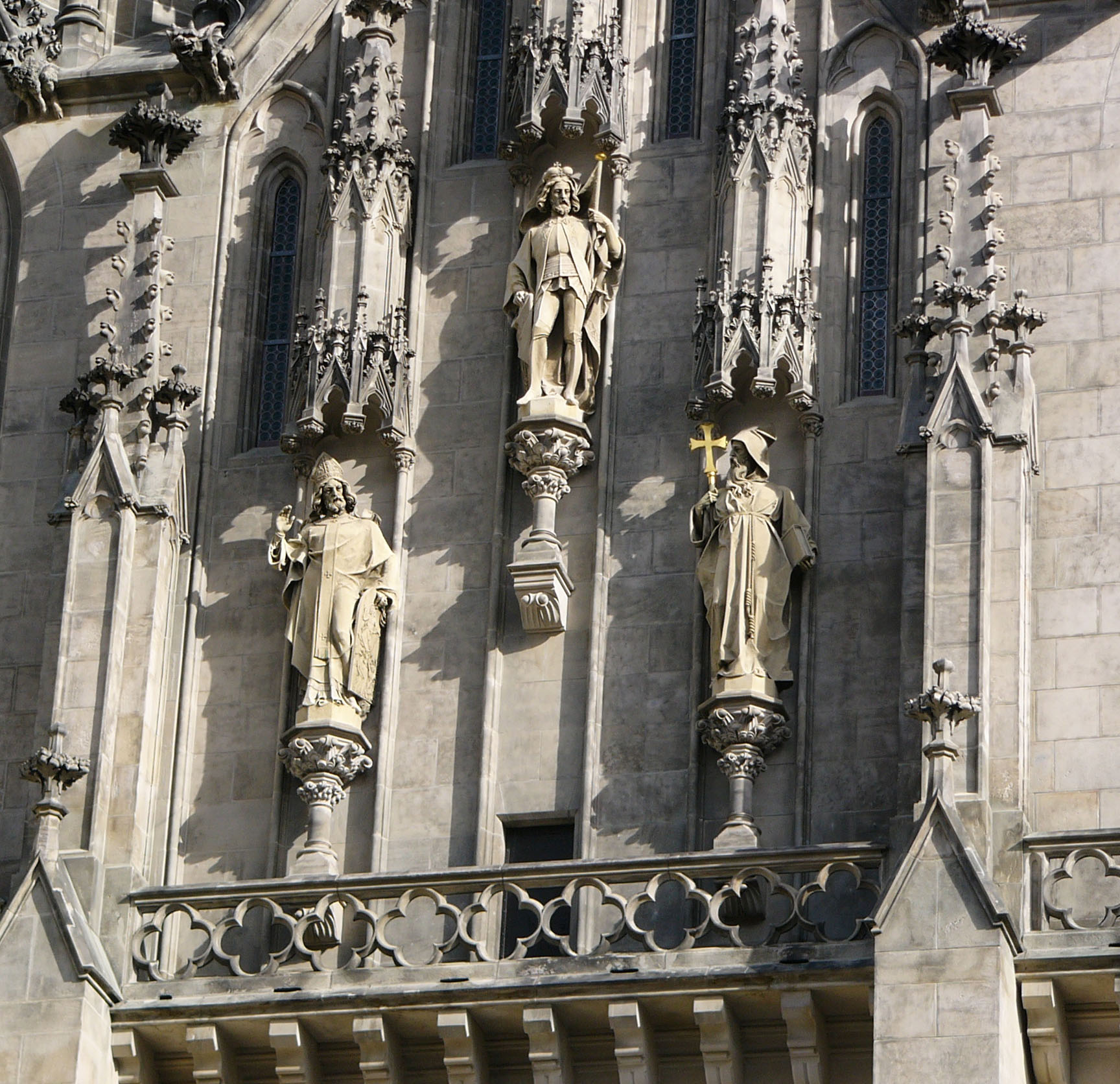
Figuren am gotischen Wenzelsdom
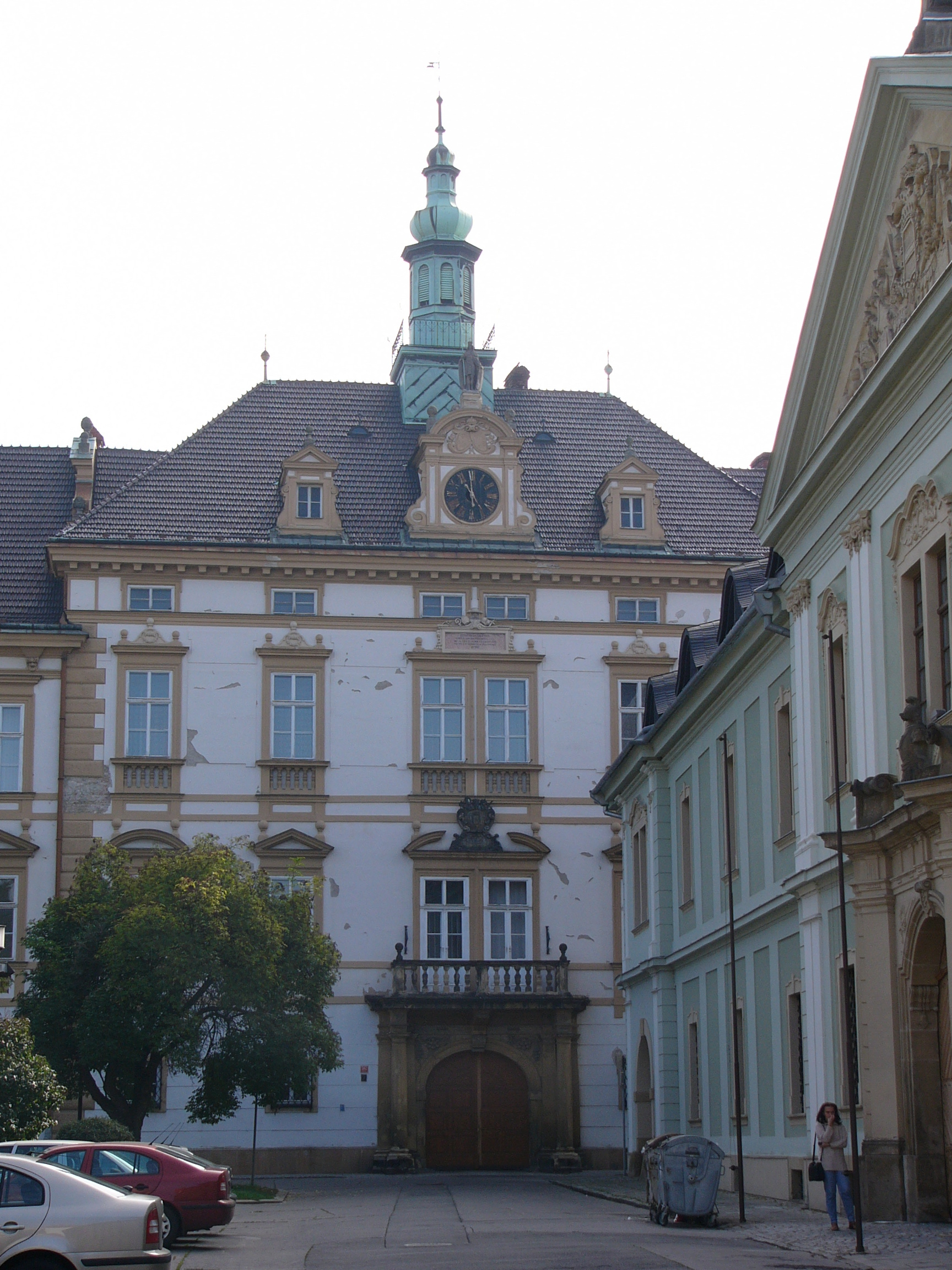
Palast des Erzbischofs
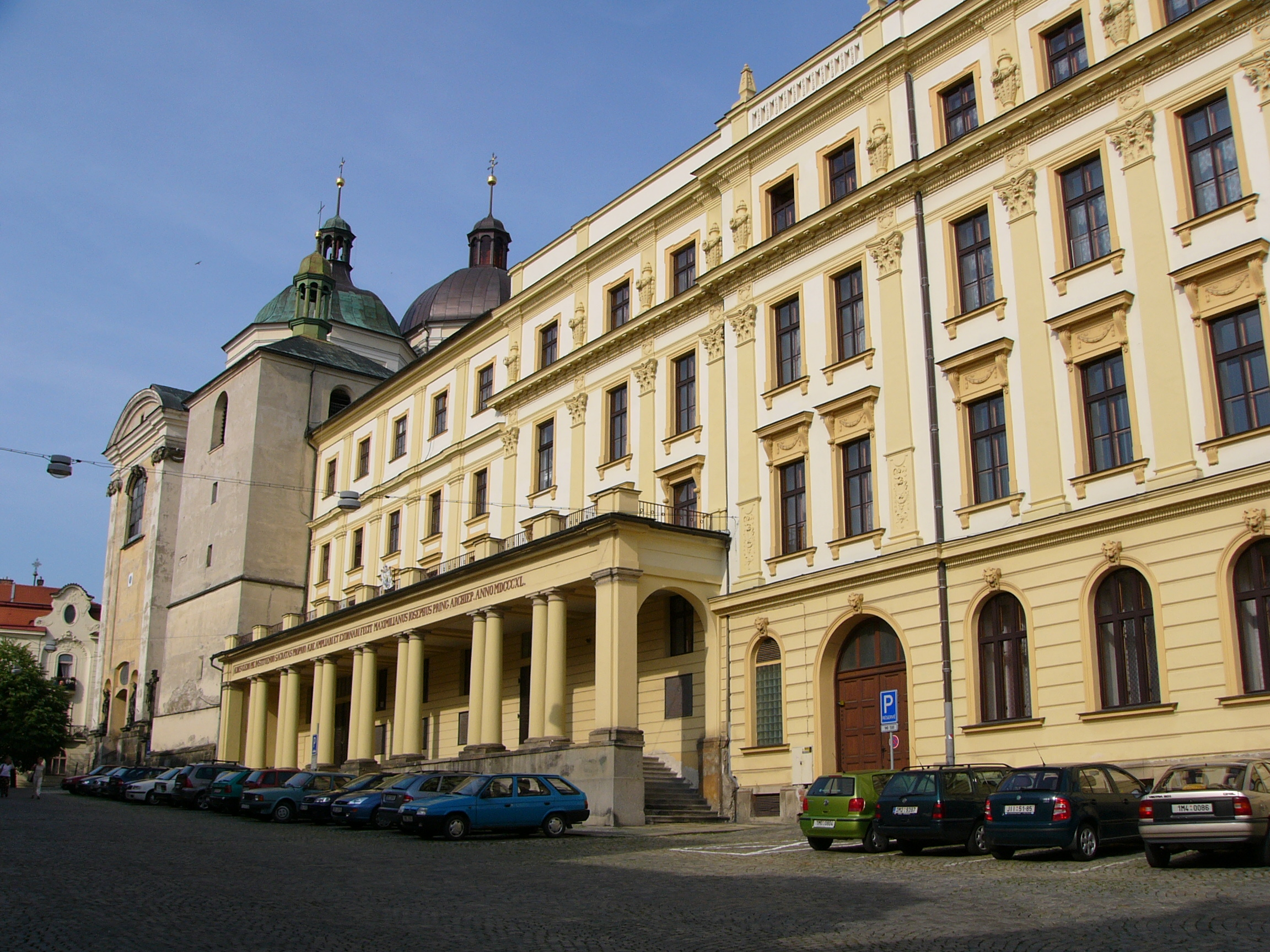
Ehemalige Universität mit Michaelskirche, heute Priesterseminar
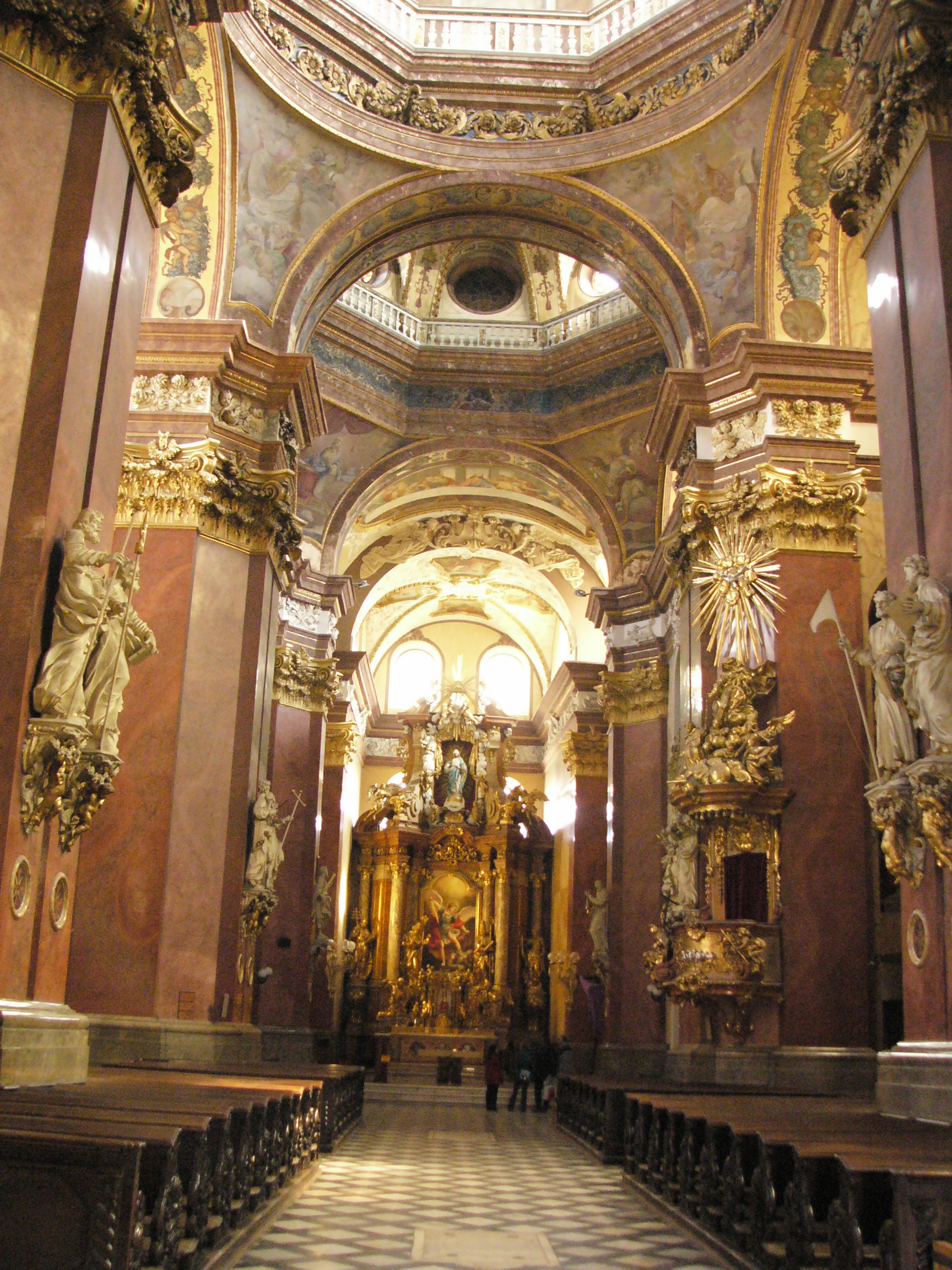
Kirche St. Michael, Innenansicht
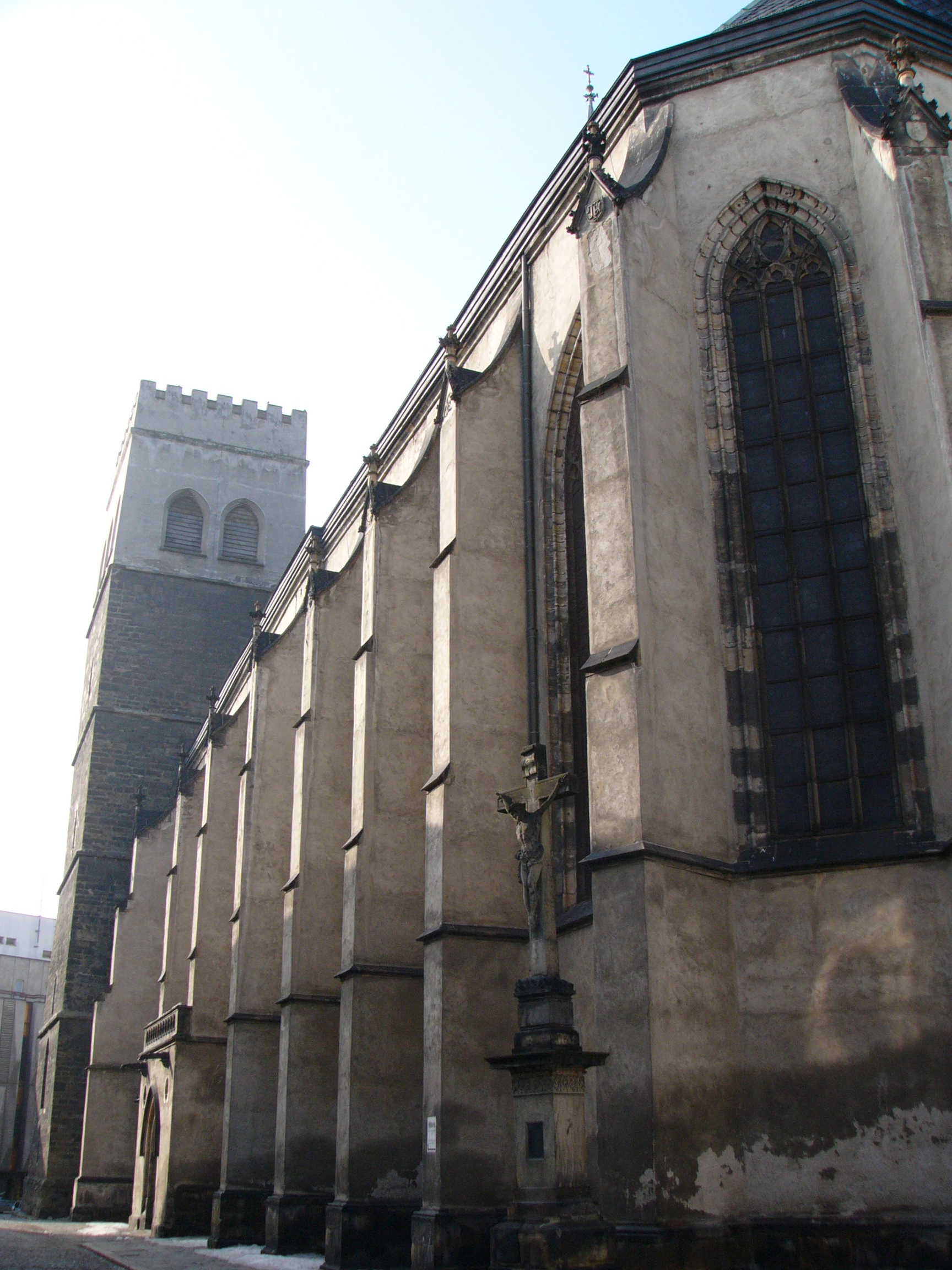
Kirche St. Mauritius
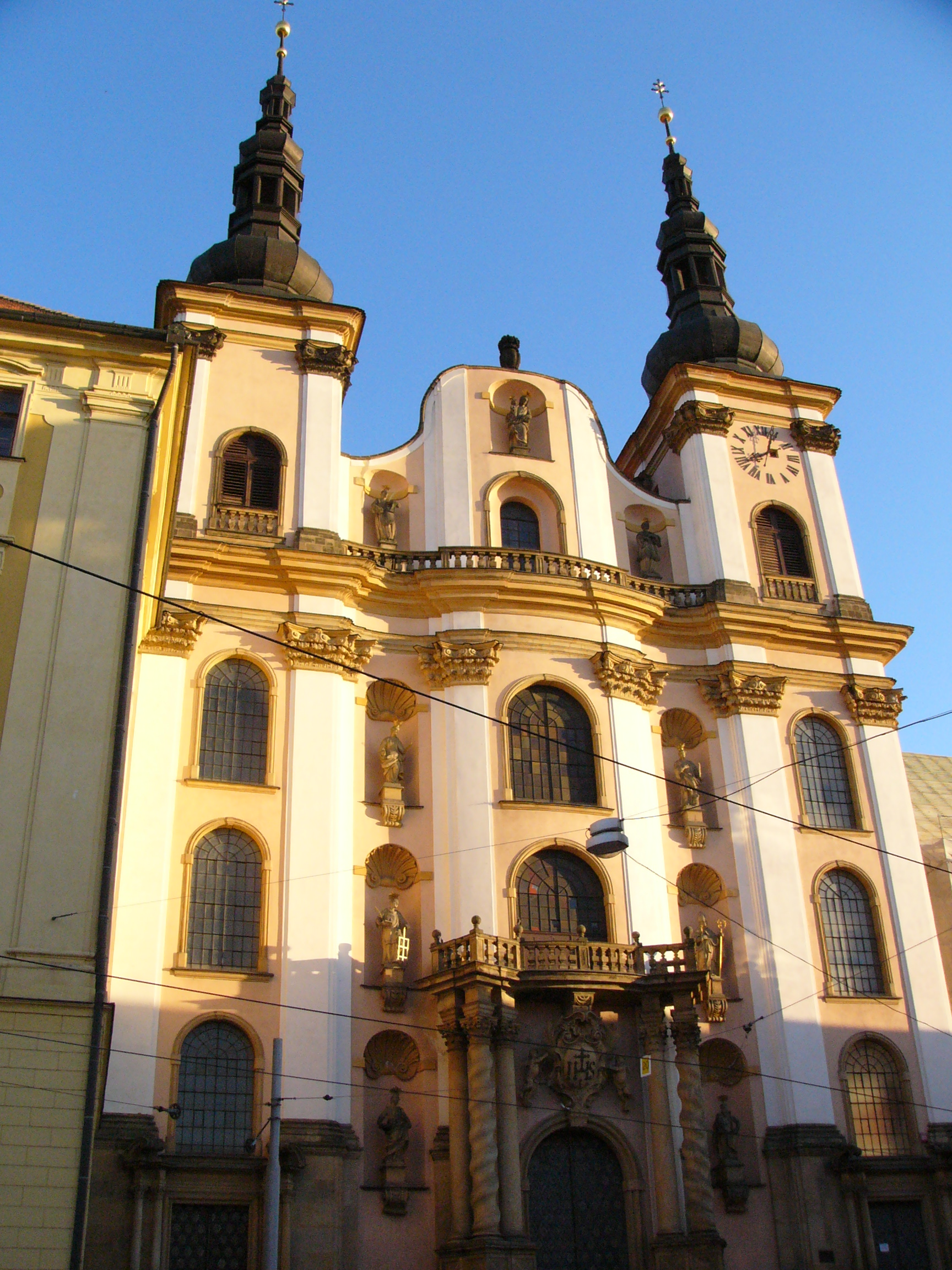
Kirche Maria Schnee
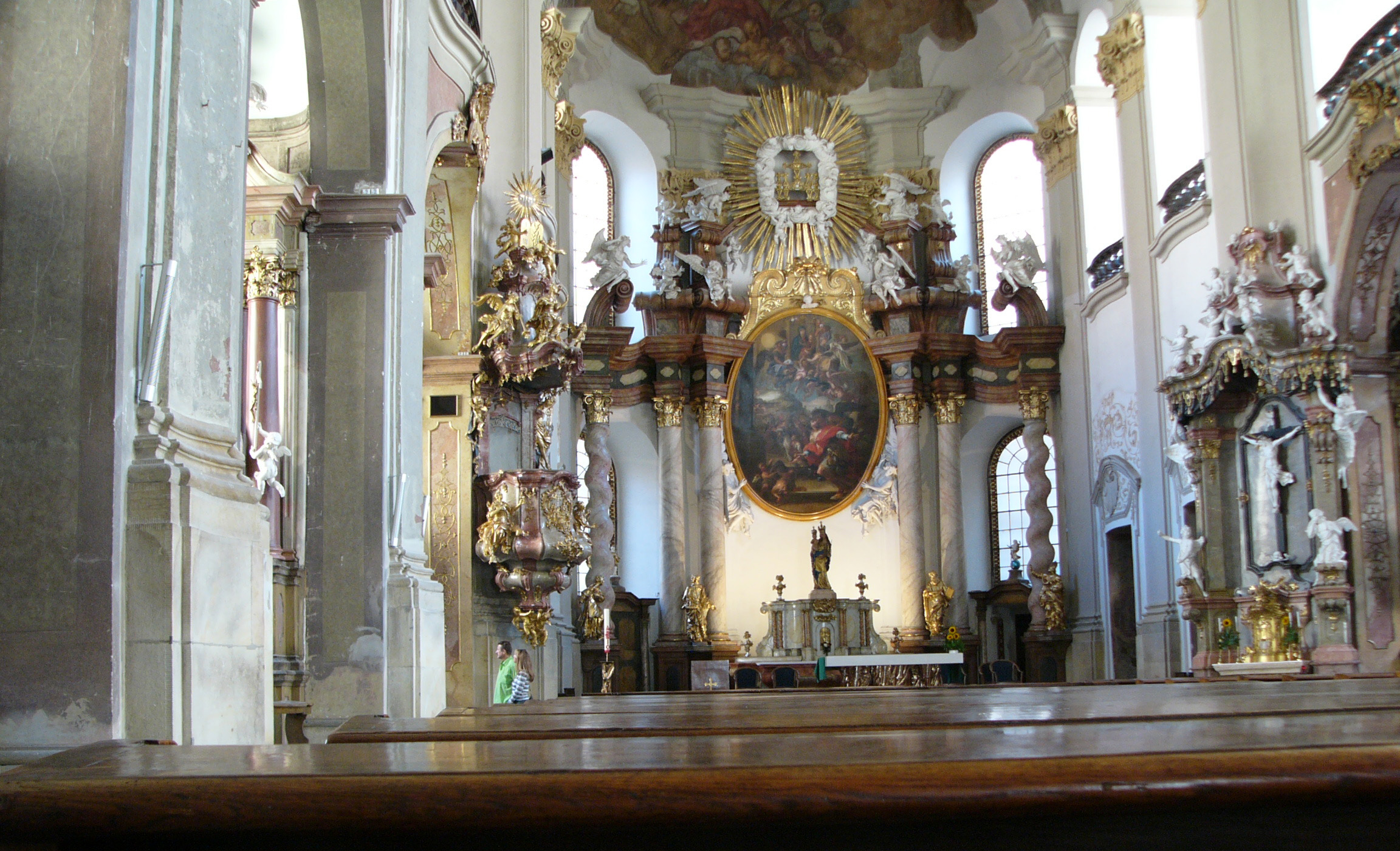
Kirche Maria Schnee, Innenansicht
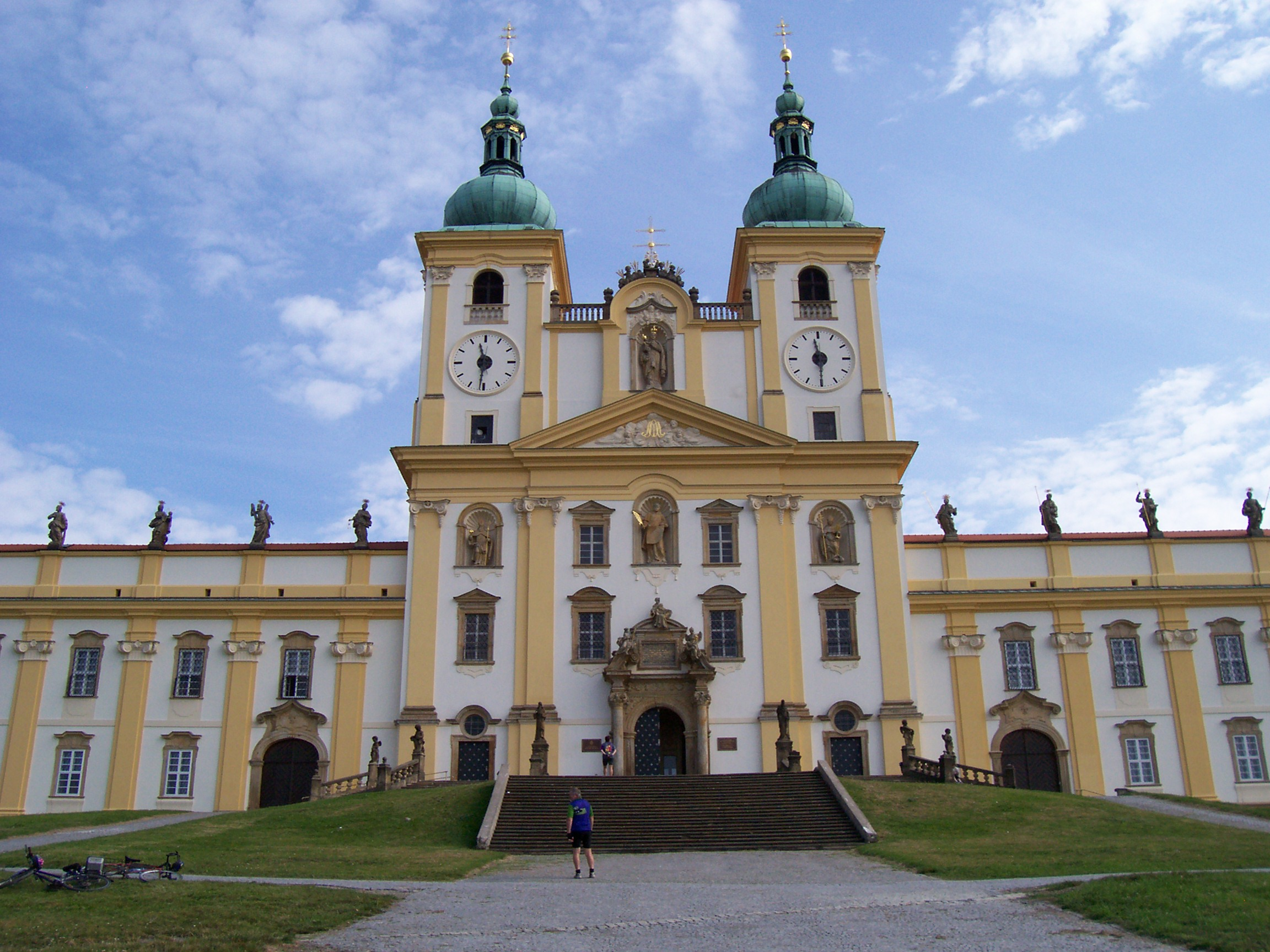
Mariä Heimsuchung, Basilika in Svatý Kopeček